# LeMoteur
 (février 2013).
LeMoteur est le moteur de recherche web francophone d'Orange. Il est développé par une équipe de quelques dizaines d’ingénieurs et de docteurs en informatique à Sophia-Antipolis.
AT Internet classe Orange en 4e position dans le classement des moteurs de recherche en France de décembre 2014 avec 0,4 % de parts de marché.

## Chronologie
Créée en 1996, la société Echo crée un des premiers moteurs de recherche francophones.
- Janvier 1998 : 30 millions de sites Web sont référencés,
- 1999 : 120 millions de sites Web internationaux sont référencés, dont 6 millions sont français. Wanadoo utilise le moteur Voila.
- 2006 : apparition du moteur sur Orange.fr
- Octobre 2007 : Apparition des liens Adwords sur Orange.fr
- 2008 : atteinte du milliard d’url francophones
- 2009 : Version Mobile Orange World
- 2010 : Version Mobile sur iphone avec un moteur d’applications intégré
- Février 2010 : Mise en ligne d'une fonctionnalité permettant de répondre aux questions géographiques basée sur son partenariat avec Wikimedia (éditrice de Wikipédia). Exemple : « Qui est le maire de toulon ? »
- 2011 : mise à disposition d’informations directes dans les listes réponse sur des entités comme les personnalités.
- 2011 : Version Mobile Android
- 2012 : Lancement moteur GIE ePresse, top cinq des sujets d’actu les plus demandés par les internautes Orange apparaissant sur Les Echos, Libération, Le Parisien, L'Express, Le Nouvel Observateur, Le Figaro, Le Point et L'Equipe[3],[4].
- 2013 :  Mise en page des résultats en responsive web design (technologie qui facilite leur lecture sur mobile, tablette ou PC.)
- 2015 : Remplacement du robot de crawl VoilaBot par OrangeBot.

## Fonctionnement
Le moteur utilise une série d'algorithmes mathématiques pour classer le site en fonction de critères de pertinence :
- Internes aux pages : occurrence, place, densité, et forme des mots clés dans le titre, la page, les titres de la page et l'url,
- Externes au site indexé : popularité, taux de clic (Direct Hit).

## De l’information immédiate dans la liste-réponse
Ces informations sont assez complètes et se déclenchent sur certains types de requêtes comme Ligue 1, OM avec les calendriers sportifs, mais aussi les personnalités, la recherche météo, les villes.

Le 118712 apporte des adresses vérifiées et ce, dans un cadre graphique extra large.

## Des listes réponses spécifiques sur mobile
Le moteur dispose d’un user-agent spécifique aux smartphones qui permet de découvrir du contenu mais aussi des redirections spécifiquement prévus pour les smartphones (iPhone) et (Android).

## La recherche sémantique
La recherche sémantique est un axe majeur du moteur de recherche depuis 2009, qui permet de répondre à de nombreuses questions en langage naturel sur les thèmes principaux que l’on retrouve dans les requêtes faites au moteur : les people, le sport, la géopolitique...
La recherche sémantique continue de se développer avec les questions/réponses et les algorithmes d’interprétation des requêtes.

## Refonte architecturale
En 2012, une refonte architecturale s’opère pour proposer une liste-réponse analysée avec le meilleur des réponses sous forme de modules :
- Modules qualifiés : les meilleures réponses selon la pertinence (contenus de qualité, partenaires référents, analyses des clics) ;
- Modules services : comparateurs, coupons de réductions, clic to call, réservation…
- Modules analytiques : analyse des tendances web & actualités, meilleurs blogs référents du moment par thématique.

## Plates-formes de communication
Un espace de dialogue afin de communiquer sur les nombreux changements du moteur a été ouvert et plusieurs membres de l’équipe commentent sur Twitter[pertinence contestée].
LeMoteur délivre plusieurs conseils pour les webmasters qui souhaitent améliorer leur référencement[pertinence contestée]. Le référencement gratuit ne garantit ni son inclusion, ni son positionnement parmi les réponses.

## Robots d'exploration
Deux robots d'exploration sont utilisés en remplacement de Voilabot :
- Mozilla/5.0 (compatible; OrangeBot/2.0; support.orangebot@orange.com)
- Mozilla/5.0 (compatible; OrangeBot-Collector/2.0; support.orangebot@orange.com) : se concentre sur la découverte des liens